# 시나카린위롯 대학교
시나카린위롯 대학교(태국어: มหาวิทยาลัยศรีนครินทรวิโรฒ 마하위타얄라이 시나카린위롯[*])는 태국 정부의 후원을 받고 있는 대학이다. 이 대학교는 1949년 방콕에 설립되었는데, 명칭은 라마 9세 푸미폰 아둔야뎃에 의해 명명된 것이다. 태국 내에서 교사 양성에 관한 한 최고의 대학이다. 현재 두 개의 캠퍼스로 나뉘어 있다. 하나는 본 캠퍼스로 방콕에 있고, 하나는 나콘나욕 주에 있다.

## 역사
이 대학의 전신은 1949년 설립된 고등 교사양성원이다. 최초로 설립된 것은 쁘라산밋 캠퍼스(제 1캠퍼스)이다. 1953년에는 교육대학이 되어 초등 및 중등교육에 대한 특정한 전공에 해당하는 교육학 학사학위를 수여하게 되었다. 이에 따라 학사 및 석사과정이 설치되었다. 1964년 다른 지역에도 캠퍼스를 설립하기로 결정하였다. 아래는 지금까지 옹카락 캠퍼스 외에 설립된 캠퍼스 목록이다.
- 북부 : 핏사눌록 캠퍼스, 현 나레수안 대학교
- 북동부 : 마하사라캄 캠퍼스, 현 마하사라캄 대학교
- 남동부 : 방샌 캠퍼스, 현 부라파 대학교
- 남부 : 송클라 캠퍼스, 현 탁신 대학교

이 외에 중앙부에도 몇 개의 캠퍼스가 추가되었다.
- 빠툼완 캠퍼스 - 현재는 쁘라산밋 캠퍼스와 합쳐짐
- 체육교육학 캠퍼스 - 현재는 옹카락 캠퍼스와 합쳐짐
- 방켄 캠퍼스 - 현재는 쁘라산밋 캠퍼스와 합쳐짐

1974년, 교육대학은 국왕 라마 9세의 칙령에 의해 종합대학이 되었고, 국왕은 이 대학에 '도시의 영광'이라는 뜻인 '시나카린위롯'이라는 이름을 붙였다. 몇 년 후, 옹카락 캠퍼스를 제외한 지방 캠퍼스들은 규모가 커져서 개별 대학으로 독립하게 되었다. 그러나 독립한 대학들은 여전히 비공식적으로는 시나카린위롯 대학 제 1캠퍼스를 '모(母) 캠퍼스'로 여긴다.

## 소속 기관

### 학부
- 교육학부
- 인문학부
- 예술학부
- 사회과학부
- 체육교육학부
- 자연과학부
- 의학부
- 간호학부
- 약학부
- 치의학부
- 보건과학부
- 공학부
- 농업생산혁신기술학부

### 단과대학
- 국제교육대학(International College for Sustainability Studies)
- 사회커뮤니케이션혁신대학
- 보디위찰라야 대학

### 학원
- 경제 및 공공정책학원

### 산하 연구소
- 대학원
- 예술영재 연구교육기관
- 행동과학연구소
- 예술문화연구소
- 아시아태평양연구소
- 환경자원 및 생태관광 연구소